# Amerikansk litteratur
Amerikansk litteratur refererer til den litteratur, som er skrevet på det engelske sprog, som er produceret i USA eller kolonitidens Amerika af amerikanske forfattere (i modsætning til engelsk litteratur der er skrevet af forfattere fra England). I løbet af sin tidligste historie var området, der i dag er USA, en række britiske kolonier på østkysten af det, der i dag udgør USA. Derfor er begyndelsen på landets litterære tradition knyttet til den bredere engelske litteraturhistorie. Grundet de unikke amerikanske karakteristika og bredden i dens produktion bliver amerikansk litteratur betragtet som en særegen tradition.

## Begyndelsen
På grund af den store indvandring til Boston i 1630-erne, den omfattende artikulering af puritanske kulturelle tanker i området og den tidlige etablering af et trykkeri i Cambridge i Massachusetts er kolonierne i New England ofte blevet anset for at være centrum for den tidlige amerikanske litteratur. Dog var de første europæiske bosættelser i Nordamerika blevet grundlagt andre steder mange år tidligere. Byer, som var ældre end Boston, var de spanske bosættelser ved St. Augustine i Florida og Santa Fe i New Mexico, de nederlandske bosættelser ved Albany og Ny Amsterdam (dagens New York), foruden også den engelske koloni Jamestown i Virginia.
Det engelske sprogs dominans var dog ikke uundgåelig. Den første tryksag som blev trykket i Pennsylvania var på tysk. Dette var den største bog, som blev udgivet i nogen af kolonierne før den amerikanske uafhængighedskrig. Spansk og fransk havde de to stærkeste litterære kolonitraditioner i områder, som i dag er en del af USA og diskussioner af tidlig amerikansk litteratur inkluderer i dag tekster af Álvar Núñez Cabeza de Vaca og Samuel de Champlain ved siden af engelsksproglige tekster af fx Thomas Harriot og John Smith. Desuden er man i dag blevet opmærksom på rigdommen i den mundtlige litterære tradition, som allerede eksisterede i Nord-Amerika blandt de talrige indfødte indianerstammer. Politiske udviklinger og begivenheder gjorde dog, at engelsk endte med at blive det enerådende sprog i kolonierne som helhed, ligesom det også blev det foretrukne litterære sprog.

## Efter uafhængighedskrigen
I tiden efter krigen med Storbritannien blev The Federalist Papers, der var en række essays af Alexander Hamilton, James Madison og John Jay, udgivet. Disse repræsenterede en betydningsfuld diskussion om organiseringen af den amerikanske regering og de republikanske værdier. Thomas Jeffersons bidrag til USA's uafhængighederklæring, hans påvirkning på den amerikanske forfatning, hans selvbiografi og Notater om staten Virginia og mange breve sikrede ham en plads som som en af de meste talentfulde af de tidlige amerikanske forfattere. Meget af den tidlige litteratur til den nye nation stræbte efter at finde en unik og særegen amerikansk stemme i de eksisterende litterære genrer og denne tendens blev også reflekteret i romanerne. Europæiske stilformer blev ofte overført til nye steder, men dette gjorde også, at visse litteraturkritikere anså disse værker for at være mindreværdige i forhold til sine europæiske forbilleder.

## Mod et særegent amerikansk udtryk
I tiden omkring den britisk-amerikanske krig (1812–1815) opstod der et øget behov for at markere en særegen amerikansk litteratur og kultur. En antal nye litterære navne markerede sig. Nogle af de måske mest fremtrædende var Washington Irving, William Cullen Bryant, James Fenimore Cooper og Edgar Allan Poe. Irving skrev humoristiske værker som Salmagundi (1807) og en velkendt satire i A History of New York, by Diedrich Knickerbocker (1809). Bryant skrev romantisk og naturinspireret poesi, som bevægede sig væk fra sin europæiske oprindelse. I 1832 begyndte Poe at skrive noveller, blandt andet "The Masque of the Red Death" (1842), "The Pit and the Pendulum" (1842) og "The Fall of the House of Usher" (1839), som udforskede tidligere skjulte niveauer af menneskelig psykologi og pressede fiktionens grænser mod mysterier og det fantastiske. Cooper skrev i en langt lettere genre end Poes mærkværdige eksperimenter. I 1823 udgav han Pionerene, den første af hans "Læderstrømpe"-bøger, noveller om sin helt Natty Bumppo, en opfindsom skovarbejder, som levede i vildmarken sammen med indianere. Hans mest kendte roman, Den sidste mohikaner (1826), blev en af de mest læste amerikanske romaner i 1800-tallet.
Måske den mest særegne af næsten alle amerikanske forfattere er Edgar Allan Poe (1809–1849), som fortsat bliver læst med stor interesse. Hans private liv var nærmest én sammenhængende katastrofe; han blev bortvist fra United States Military Academy i West Point, var opiumslave, alkoholiker og en fattig outsider med en række personlige nedture. Han døde fattig og forladt i en alder af knap 40 år. Som forfatter er han blevet værdsat af sin eftertid for sine gotiske skrækfortællinger (blandt andet Huset Ushers fall), stemningsfulde digte (blandt andet «Ravnen») og for Mordene i Rue Morgue, en af verdens første krimifortællinger. Poe har været vigtig for udviklingen af moderne horror, detektivfortællingen og science fiction.
I 1836 udgav Ralph Waldo Emerson (1803–1882), en tidligere statsråd, en fagprosabog med titlen Naturen, hvor han hævdede, at det var muligt at give slip på organiseret religion og opnå et højt åndeligt niveau ved at studere og besvare den naturlige verden. Hans værk påvirkede ikke kun de forfattere, som samlede sig rundt om ham og som dannede en bevægelse kendt som transcendentalisme, men også en bredere offentlighed som hørte hans forelæsninger.
Emersons mest begavede sidestykke var måske Henry David Thoreau (1817–1862), en resolut separatist (dvs. udmeldt af kirkesamfund). Efter at have levet alene i næsten i to år i en hytte i skoven skrev Thoreau bogen Walden; or, Life in the Woods (1854), en længere selvbiografi i romanform om livet i skoven og som insisterede krævede modstand mod idéer, som dikterer det organiserede samfund. Hans radikale skrifter udtrykte en dyp tendens til individualisme i den amerikanske karakter. Andre som var påvirket af transcendentalismen var Bronson Alcott, Margaret Fuller, George Ripley, Orestes Brownson, og Jones Very.

## Realismen, Mark Twain og poesien
Mark Twain (1835–1910) var den første betydelige amerikanske forfatter, som blev født et godt stykke fra østkysten; han blev født i grænsestaten Missouri. Hans regionale mesterstykke var den biografiske Livet på Mississippi og romanen Huckleberry Finn. Twains litterære stil, som var påvirket af journalistikken, parret med frisk brug af dialektord og folkelige vendinger, var direkte og upyntet, men også meget stemningsfuld og uærbødigt humoristisk. Hans stil ændrede den måde, som amerikanerne skrev deres sprog på. Hans karakterer talte som ægte mennesker og lød uvægerligt amerikanske med lokale dialekter, nye ord og regionale dialekter. "Al amerikansk litteratur stammer fra en bog af Mark Twain som hedder Huckleberry Finn", har Ernest Hemingway sagt, og tilføjede, at "Al amerikansk litteratur kommer fra den. Det var ingenting før. Det har ikke været noget godt siden."
William Dean Howells repræsenterede også den realistiske tradition i sine romaner The Rise of Silas Lapham og hans arbejde som redaktør af Atlantic Monthly. Han var også konsul i Venezia i årene 1861–1865 og erfaringene derfra førte til, at han introducerede europæisk samtidslitteratur i USA. Som litteraturkritiker havde han betydning ved at fremme både kvindelige forfattere og den realistiske litteratur.

## Amerikansk poesi
USA's to fremmeste poeter i 1800-tallet kunne dårligt nok have været mere forskellige i litterær stil. Walt Whitman (1819–1892) var en arbejder, en rejsende, frivillig sygeplejer under den amerikanske borgerkrig (1861–1865) og var en lyrisk fornyer. Hans magnum opus, hovedværk, var Leaves of Grass (1855), hvor han benyttede friflydende vers og tekstlinjer af uregelmæssige længde for at afbillede det enorme og omfattende amerikanske demokrati. Ved at tage dette motiv et skridt videre udlignede han variationsbredde i den amerikanske erfaring med sig selv uden at blive selvoptaget. Fx i Song of Myself (Sangen om mig selv), et langt og centralt digt i dette værk, skriver Whitman: "Dette er faktisk tanker til alle mennesker i alle aldre og i alle lande, de er ikke originale med mig..."
I modsætning til Whitman levede Emily Dickinson (1830–1886) et beskyttet liv som en fornem, ugift kvinde i den lille byen Amherst i Massachusetts. Gennem hele sit liv forlod hun sjælden hjemmet og havde ikke ofte besøg, men havde mange brevvenner og læste meget. Hendes poesi reflekterer hendes ensomhed og den stemme som udtrykkes lever i en tilstand af savn. Indenfor digtenes formelle struktur er de derimod opfindsomme, vittige, udsøgt udformet og psykologisk gennemtrængende. Hendes værker var dog ukonventionelle i hendes samtid og kun meget få af hendes digte blev udgivet, mens hun levede.
Amerikansk poesi nåede sit højdepunkt i første halvdel af 1900-tallet med så berømte forfattere som Wallace Stevens, Sylvia Plath, Anne Sexton, Ezra Pound, T. S. Eliot, William Carlos Williams, Robert Frost, Carl Sandburg, Robinson Jeffers, Hart Crane, E. E. Cummings, John Berryman, Allen Ginsberg, Jack Kerouac, Edna St. Vincent Millay og mange andre.

## Depressionstidens litteratur
Depressionstidens litteratur var ligefrem og direkte i sin sociale kritik. John Steinbeck (1902–1968) blev født i Salinas i California, hvor han lod mange af sine fortællinger foregå. Hans stil var enkel, direkte og stemningsfuld, noget som gjorde ham populær blandt læserne, men ikke hos alle litteraturkritikerne. Steinbeck skrev ofte om fattige mennesker og folk fra arbejderklassen og deres strid for at skaffe sig et ærligt og redeligt liv. Han var sandsynligvis den mest socialt opmærksomme forfatter i sin periode. Vredens druer (The Grapes of Wrath, 1939), der bliver betragtet som hans mesterværk, er en stærk, socialt orienteret roman som fortæller historien den fattige familien Joads fra Oklahoma og deres rejse til California i søgen efter et bedre liv. Andre romaner var Dagdriverbanden (Tortilla Flat, 1935), Om mus og mænd (Of Mice and Men, 1937), Vor mismods vinter (The Winter of Our Discontent, 1961) og Øst for Eden (East of Eden, 1952). Han blev tildelt Nobelprisen i litteratur i 1962. Andre forfattere som også bliver betragtet som en del av den proletariske skole omfatter Nathanael West, Olive Tilford Dargan, Tom Kromer, Robert Cantwell, og Edward Anderson.
Henry Miller (1891–1980) fik en unik plads i den amerikanske litteratur i 1930'erne, da hans delvist selvbiografiske romaner, skrevet og udgivet i Paris, blev bandlyst i USA. Selv om hans betydeligste værker, som omfatter romanerne Krebsens vendekreds (Tropic of Cancer, 1934) og Black Spring (1936) ikke blev solgt lovligt i USA før i 1962 havde både deres temaer og stilistiske nyvindinger allerede haft en betydelig påvirkning på de påfølgende generationer af amerikanske forfattere.

## Den kolde krig
I tiden efter anden verdenskrig og frem til slutning af 1960'erne og starten af 1970'erne udkom nogle af de mest populære værker i amerikansk litteraturhistorie. De sidste få af de mere realistiske modernister sammen med de vilde og romantiske beatforfatterene dominerede hovedsagelig perioden, mens de reagerede direkte til USA's deltagelse i verdenskrigen bidrog med deres betydelige indflydelse. Især Ralph Ellisons (1913–1994) roman Invisible Man (1953) blev modtaget og opfattet som en af de vægtigste og mest sensationelle værker i de første år efter verdenskrigen. Dens fortælling om en sort mand i det urbane nord både afklædte og udstillede den undertrykkende racistiske spænding, som fortsat var tilstede i datidens samfund. Sammen med dette samfundsanliggende opnåede bogen også at være et eksistentielt karakterstudie.
Selv om Saul Bellow (1915–2005) var født i Canada voksede han op i Chicago og blev en af de mest indflydelsesrige romanforfattere i USA i årtierne efter verdenskrigen. I bøger som The Adventures of Augie March (1953) og Henderson the Rain King (1959) malede Bellow et livagtigt portræt af den amerikanske by og dens særegne figurer som befolkede den. Bellow fik Nobelprisen i litteratur i 1976. Fra J. D. Salingers Ni fortællinger (Nine Stories, 1953) og Forbandede ungdom (The Catcher in the Rye, 1951) til Sylvia Plaths (1932–1963) The Bell Jar (1963), blev USA's galskab pladseret fremmest i nationens litterære udtryk. For krigsromanen i særdeleshed var der en litterær eksplosion i Amerika i efterkrigstiden. En del af de mest kendte bøger, som blev skrevet, er Norman Mailers De nøgne og de døde (The Naked and the Dead, 1948), Joseph Hellers absurde Catch-22 (1961), og Kurt Vonneguts endda endnu mere absurde Slagtehus 5 (Slaughterhouse-Five, 1969).

## Samtidens amerikanske litteratur
Siden starten af 1960'erne har amerikansk litteratur været præget af to overordnede spor: det realistiske spor og et mere eksperimentelt spor, som ofte kaldes for postmoderne, men som i starten ofte blev kaldt "black humor fiction." Blandt de vigtigste realister er der Philip Roth, John Updike, Marilynne Robinson og blandt postmodernisterne er især Thomas Pynchon, Kurt Vonnegut, Giannina Braschi, Kathy Acker, Don DeLillo, Colson Whitehead og David Foster Wallace vigtige navne.

## Eksterne links
- Ernest Hemingways netsted Arkiveret 21. marts 2009 hos  Wayback Machine
- A Student's History of American Literature (1902) by Edward Simonds Arkiveret 14. oktober 2007 hos  Wayback Machine
- Electronic Texts in American Studies